# 熊本市立力合小学校
熊本市立力合小学校（くまもとしりつ りきごうしょうがっこう）は、熊本県熊本市南区刈草二丁目にある公立小学校。

## 沿革
- 1874年（明治7年） - 池端・椎田学校（南部小学校）、島新学校（北部小学校）創立。
- 1909年（明治42年） - 力合南部尋常小学校と力合北部小学校が合併し力合尋常小学校創立。
- 1910年（明治43年） - 力合尋常高等小学校に改称
- 1940年（昭和15年） - 熊本市と合併し熊本市立力合尋常高等小学校と改称
- 1941年（昭和16年） - 熊本市立力合国民学校に改称
- 1947年（昭和22年） - 熊本市立力合小学校に改称。熊本市立城南中学校を分離
- 2014年（平成26年） - 熊本市立力合西小学校を分離

## 委員会
- 放送委員会
- 生活委員会
- 安全委員会
- 飼育委員会
- 整備委員会
- ミュージック委員会
- 図書委員会
- 保健委員会
- 家庭科委員会
- 体育委員会
- コンピューター委員会
- 環境委員会
- 給食委員会
- ボランティア委員会

## クラブ活動

### 運動部
- 野球部
- サッカー部
- 男子バスケットボール部
- 女子バスケットボール部
- バドミントン部
- 総合運動部

### 文化部
- 器楽部

## 分離構想
最近、校区が急激に住宅地化され、児童数が増えてきたため、校区の一部分を分離し、2014年、新たに力合西小学校が設立された。